# Günther Roeder
Günther Roeder (* 2. August 1881 in Schwiebus, Neumark; † 6. November 1966 in Kairo) war ein deutscher Ägyptologe und Museumsleiter. Er war von 1915 bis 1945 Direktor des Pelizaeus-Museums in Hildesheim und von 1940 bis 1945 Direktor der Ägyptischen Abteilung der Staatlichen Museen in Berlin.

## Leben
Roeder studierte an der Universität Jena und in Berlin bei Adolf Erman (in den Sommersemestern in Jena, in den Wintersemestern in Berlin). 1904 wurde er mit einer Arbeit über Die Praeposition r in der Entwicklung der aegyptischen Sprache promoviert. Er arbeitete am Ägyptischen Museum in Berlin und publizierte unter anderem Inschriften der Sammlung. Bei der Berliner Arbeitsstelle war er von 1903 bis 1908 als wissenschaftliche Hilfskraft und von 1913 bis 1914 als ständiger Mitarbeiter am Berliner Wörterbuch tätig. Hier schrieb er zunächst für Kurt Sethe. 1907 bis 1911 arbeitete er für den Egyptian Antiquities Service. Er arbeitete lange Jahre unter Gaston Maspero an den nubischen Tempeln Debod, Kalabscha und Dakka, sowie im Ägyptischen Museum Kairo. 1914 habilitierte er sich an der Universität Breslau, war dort als Privatdozent tätig und wurde im Dezember 1916 zum Professor ernannt.
Roeder war von 1915 bis 1945 Direktor des Pelizaeus-Museums in Hildesheim. Zwischen 1929 und 1939 leitete er für die Deutsche Hermopolis-Expedition die Ausgrabungen in Hermopolis. Den zweiten Band über diese Funde, Amarna-Reliefs aus Hermopolis, konnte er selbst jedoch nicht mehr fertigstellen. Dies erfolgte 1969 durch Rainer Hanke, der diese für Günther Roeder herausgab.
In den Jahren 1940 bis 1945 war Roeder zudem Direktor der Ägyptischen Abteilung der Staatlichen Museen in Berlin. Nach Kriegsende unterrichtete er an der Universität Göttingen Ägyptologie. Er leistete wertvolle Beiträge zur Erforschung der Religion des alten Ägypten.

## Auszeichnungen und Ehrungen
- 1929: Silberne Leibniz-Medaille der Preußischen Akademie der Wissenschaften
- 1940: Honorarprofessor an der Berliner Universität
- 1965: Großes Verdienstkreuz der Bundesrepublik Deutschland

## Veröffentlichungen (Auswahl)
- Die Praeposition r in der Entwicklung der aegyptischen Sprache. Berlin 1904 (Digitalisat).
- Les Temples immergés de la Nubie. Debod bis Bab Kalabsche. Band I, Imprimerie de l'Institut Français d'Archéologie Orientale, Kairo 1911 (Digitalisat).
- Les Temples immergés de la Nubie. Debod bis Bab Kalabsche. Band II, Imprimerie de l'Institut Français d'Archéologie Orientale, Kairo 1911 (Digitalisat).
- Aus dem Leben vornehmer Ägypter. Von ihnen selbst erzählt (= Voigtländers Quellenbücher. Band 17). R. Voigtländer, Leipzig 1912 (Digitalisat).
- deutsche Bearbeitung von Gaston Maspero: Führer durch das Ägyptische Museum zu Kairo. F. Diemer, Kairo 1912.
- Ägyptisch. Praktische Einführung in die Hieroglyphen und die ägyptische Sprache mit Lesestücken und Wörterbuch. In: Clavis linguarum semiticarum. Band 6, 1913, 2. verbesserte und vermehrte Auflage erscheint 1926 (Digitalisat).
- Les Temples immergés de la Nubie. Der Tempel von Dakke. Band I: (Texte). Imprimerie de l'Institut Français d'Archéologie Orientale, Kairo 1930 (Digitalisat).
- Les Temples immergés de la Nubie. Der Tempel von Dakke. Band II: (Planches). Imprimerie de l'Institut Français d'Archéologie Orientale, Kairo 1930 (Digitalisat).
- Naos. Catalogue Général du Musée du Caire Nr. 70001-70050. Breitkopf & Härtel, Leipzig 1914 (Digitalisat).
- Urkunden zur Religion des alten Ägypten. Übersetzt und eingeleitet von Günther Roeder. Eugen Diederichs, Jena 1915 (Nachdruck: Eugen Diederichs, Düsseldorf / Köln 1978, ISBN 3-424-00639-4); 2. Auflage, 1923. (Digitalisat).
- Short Egyptian Grammar. (übersetzt von Samuel A. B. Mercer) Yale University Press, New Haven / Humphrey Milford, London / Oxford University Press, 1920 (Digitalisat).
- Führer durch das Pelizaeus-Museum zu Hildesheim. 1915; 4. Auflage 1923.
- Führer durch Hildesheim. 9. Auflage, 1919; 10. Auflage, 1922.
- Ägypter und Hethiter. (= Der Alte Orient. Band 20). Hinrichs'sche Buchhandlung, Leipzig 1919 (Digitalisat).
- Die Denkmäler des Pelizaeus-Museums zu Hildesheim. Karl Curtius Berlin / Gerstenberg, Hildesheim 1921 (Digitalisat).
- Amenophis IV. Der Sonnenhymnus. Verlag der Nachfolge bei Otto von Holten, Berlin 1923. Pressendruck. Anmerkung am Ende: „Der Sonnenhymnus des Amenophis wurde in der Übertragung von Dr. G. Roeder für den Verlag der Nachfolge bei Otto von Holten im März des Jahres 1923 auf Bütten von J. W. Zanders in einer Auflage von 120 Exemplaren gedruckt.“
- Aegyptische Inschriften aus den Königlichen Museen zu Berlin. Band 2: Inschriften des Neuen Reichs. Indizes zu Band 1 und 2. Hinrichs'sche Buchhandlung, Leipzig 1924 (Nachdruck: Zentralantiquariat der Deutschen Demokratischen Republik, Leipzig 1969 (Digitalisat)).
- Führer durch das Museum der ägyptischen Altertümer in Kairo. H. Friedrich & Co., Kairo 1926.
- Altägyptische Erzählungen und Märchen. 1927.
- Die Mastaba des Uhemka in Pelizaeus-Museum zu Hildesheim. Niedersächsisches Bild-Archiv, Wienhausen (Kreis Celle) 1927 (Digitalisat).
- zusammen mit Percy E. Newberry: Ägypten als Feld für anthropologische Forschung. 1927 (Digitalisat).
- Deutsche Hermopolis-Expedition: Vorläufiger Bericht über die Ausgrabungen in Hermopolis 1929–1930. Deutsche Hermopolis-Expedition, Hildesheim 1931, OCLC 1072955815. Sonderdruck aus: Mitteilungen des deutschen Instituts für ägyptische Altertumskunde in Kairo. (MDIK), Band 2, Heft 2, 1932, S. 75–126, mit einem zusätzlichen Vorwort. (Digitalisat).
- Deutsche Hermopolis-Expedition: Vorläufiger Bericht über die deutsche Hermopolis-Expedition 1931 und 1932. Filser, Augsburg 1932, OCLC 174267883. Sonderdruck aus: Mitteilungen des deutschen Instituts für ägyptische Altertumskunde in Kairo. (MDIK),  Band 3, Heft 1, 1932, S. 1–45 (Digitalisat).
- Statuen ägyptischer Königinnen. (= Mitteilungen der Vorderasiatisch-aegyptischen Gesellschaft (e. V.). Band 37, Heft 2). Hinrichs'sche Buchhandlung, Leipzig 1932.
- Ägyptische Bronzewerke. J. J. Augustin, Glückstadt / Hamburg / New York 1937 (Digitalisat).
- Les Temples immergés de la Nubie. Der Felsentempel von Bet el-Wali. Imprimerie de l'Institut Français d'Archéologie Orientale, Kairo 1938.
- Ein Jahrzehnt deutscher Ausgrabungen in einer ägyptischen Stadtruine. (= Zeitschrift des Museums zu Hildesheim. Neue Folge, Heft 3). Gerstenberg, Hildesheim 1951. Deutsche Hermopolis-Expedition 1929–1939.
- Volksglaube im Pharaonenreich (= Sammlung Völkerglaube.). W. Spemann, Stuttgart 1952, OCLC 720346443.
- Ägyptische Bronzefiguren. Textband, Staatliche Museen zu Berlin, Berlin 1956 (Digitalisat).
- Ägyptische Bronzefiguren. Tafelband, Staatliche Museen zu Berlin, Berlin 1956 (Digitalisat).
- Die ägyptische Religion in Texten und Bildern. 4 Bände, Artemis-Verlag, Zürich / Stuttgart 1959–1961.
  - Band 1 Die ägyptische Götterwelt. 1959.
  - Band 2 Mythen und Legenden um ägyptische Gottheiten und Pharaonen. 1960.
  - Band 3 Kulte, Orakel und Naturverehrung im Alten Ägypten. 1960.
  - Band 4 Der Ausklang der ägyptischen Religion mit Reformation, Zauberei und Jenseitsglauben. 1961.
- Hermopolis 1929-1939. Ausgrabungen der Deutschen Hermopolis-Expedition in Hermopolis, Ober-Ägypten. [Band I] (= Pelizaeus-Museum zu Hildesheim. Wissenschaftliche Veröffentlichung. Band 4). Gerstenberg, Hildesheim 1959.
- Amarna-Reliefs aus Hermopolis. Ausgrabungen der Deutschen Hermopolis-Expedition in Hermopolis 1929-1939. Band II (= Pelizaeus-Museum zu Hildesheim. Wissenschaftliche Veröffentlichung. Band 6). Gerstenberg, Hildesheim 1969. Aus dem Nachlass von Günther Roeder herausgegeben von Rainer Hanke.

Darüber hinaus hat Roeder zahlreiche ägyptologische Aufsätze in Fachzeitschriften publiziert, darunter Zeitschrift für Ägyptische Sprache und Altertumskunde, Zeitschrift der Deutschen Morgenländischen Gesellschaft, Forschungen und Fortschritte und Jahrbuch des Deutschen Archäologischen Instituts.